# Ernst Heinrich Weber
Ernst Heinrich Weber, född 24 juni 1795 i Wittenberg, död 26 januari 1878 i Leipzig, var en tysk anatom och fysiolog. Han var son till Michael Weber, bror till Wilhelm Eduard och Eduard Friedrich Weber samt far till Heinrich Weber.

## Biografi
Weber blev 1818 extra ordinarie professor i jämförande anatomi vid Leipzigs universitet samt 1821 ordinarie professor i anatomi och 1840 tillika i fysiologi där. Då professuren 1866 delades, övertog han anatomin. Han tog avsked 1871. 
Weber var en av den moderna fysiologins grundläggare och en av de få, som i början av 1800-talet gjorde de fysiologiska företeelserna till föremål för en verkligt exakt undersökning. Utöver fysiologi och anatomi studerade han även fysik samt utgav 1825 tillsammans med brodern Wilhelm Eduard ett banbrytande verk över vågrörelsen, Wellenlehre. 
Webers fysiologiska arbeten berör till stor del sinnesfysiologin, på vars område han införde kvantitativa undersökningsmetoder för att bestämma förhållandet mellan retningens och den därav föranledda förnimmelsens styrka. Därvid fann han, att inom vissa gränser den tillökning av retningens styrka, som framkallar en nätt och jämnt märkbar ökning av förnimmelsens, utgör en lika stor bråkdel av den ursprungliga retningen, oberoende av dennas absoluta styrka (den s.k. Webers lag). 
Vidare gjorde han betydande inlägg i läran om blodomloppet, såsom i avseende på pulsläran, vilken genom honom i sina väsentliga drag fastställdes, och i avseende på hjärtats innervation, genom den av honom tillsammans med hans brodern Eduard Friedrich 1846 gjorda upptäckten av hjärtats hämmande nerver. Genom denna upptäckt lärde man känna ett alldeles nytt slag av nervverkningar och den gav även uppslag till de mångtaliga arbeten inom den speciella nervfysiologin. 
Av Webers betydelsefulla arbeten inom anatomin kan nämnas hans bearbetningar av Georg Friedrich Hildebrandts och Johann Christian Rosenmüllers handböcker i detta ämne. Hans vetenskapliga undersökningar är till en stor del publicerade som akademiska program, vilka samlade utgavs under titeln Annotationes anatomicæ et physiologico. Programmata collecta (1851). Dessutom ingår arbeten av honom i "Berichte der k. Sächsischen Gesellschaft der Wissenschaften" och andra publikationer.

## Webers lag
Webers lag säger att den nätt och jämnt märkbara retningsförändringen är ungefär proportionell mot retningsintensiteten:
ΔR/R ≈ K
där ΔR är förändringen i retningsstyrka, R är retningen och K en konstant. Lagen utvecklades av Gustav Fechner (1801–87) till Weber-Fechners lag som säger att upplevelseintensiteten (U) växer med logaritmen på retningsstyrkan:
U ≈ c⋅log (R/R0).
Där c är en (godtycklig) proportionalitetskonstant och R0 är ett referensvärde (sådant att U=0 då R=R0, det vill säga R0 ligger på gränsen där en just upplevd retning sker).
Lagen har en mycket vidsträckt giltighet och gäller, med undantag för extrema förhållanden, för ljushetsuppfattning, ljudstyrkor, tyngduppfattning, tryck och rörelseförnimmelser.

## Eftermäle
Asteroiden 11042 Ernstweber är uppkallad efter honom.